# Катмандуский троллейбус
Катмандуский троллейбус — ныне не функционирующая троллейбусная система города Катманду, Непал. Являлась первой и единственной в стране.
Открытая 28 декабря 1975 года система была подарком Непалу от Китайской Народной Республики. Длина троллейбусной линии составляла 13 километров, единственный маршрут выходил из Катманду от района Трипурешвор в сторону близлежащих городов Мадхьяпур-Тими и Бхактапур (до района Сурьябинаяк) по долине Катманду. Подвижной состав первоначально состоял из 22 китайских троллейбусов Shanghai SK541. В 1990 году троллейбусы работали с 7:00 до 21:00 и ходили с нерегулярными интервалами. Официально заявленный интервал составлял 6 минут в часы пик, 12 минут в остальное время. Около 15 троллейбусов работали в часы пик, перевозя до 10 000 пассажиров ежедневно. Несмотря на то, что с 1990 года троллейбусная линия была убыточной, в 1997 году были поставлены ещё 10 Shenfeng SY-D60C. Впрочем, они быстро вышли из строя и из-за отсутствия налаженного сервиса практически не использовались. 
Работа троллейбусов была полностью приостановлена почти на два года, с 19 декабря 2001 года по 1 сентября 2003 года, из-за финансовых и политических проблем. В это время вышедшие из строя троллейбусы использовались в качестве жилья маоистскими партизанами. С 2003 года система вновь открылась, но половина маршрута была закрыта. В 2005 году проводились исследования об эффективности создания новой, 27-километровой линии троллейбусов, однако на практике линия не была создана.
К 2008 году на ходу оставалось только 5 троллейбусов, график движения не соблюдался, а вся система была крайне убыточна и требовала капитальных вложений. В 2004 году должны были быть доставлены из Китая новые троллейбусы Shenfeng SY-WG110, переделанные для левостороннего движения, но эта сделка так и не состоялась. Троллейбусная линия была снова приостановлена в конце ноября 2008 года. Полное закрытие произошло в ноябре 2009 года. 
В последующие годы были проведены опросы, подтверждающие запрос жителей на возрождение троллейбусных маршрутов. Правительство Непала обсуждало проекты по перезапуску линий, но в 2010-х фокус был смещён на развитие других видов транспорта — автобусной сети (с применением электробусов) и проекта постройки метрополитена. 